# Тет де Муан (сир)
Тет де Муа́н (фр. Tête de Moine) — сорт швейцарського напівтвердого сиру з непастеризованного коровячого молока, назва котрого у перекладі означає «Голова монаха».

## Історія
Цей сорт сиру був створений ченцями 800 років тому. У документах за 1192 рік є інформація про те, що цей сир приймався як податок від селян-скотарів і призначався для феодальних володарів селянських господарств. Сир також виконував роль грошового еквівалента. Спочатку він носив назву Бельле, за назвою монастиря, у котрім був вперше виготовлений. Але потім французькі солдати, котрі вигнали монахів з абатства 200 років тому, назвали його «Тет де Муан», що у перекладі означає «голова монаха», і ця назва прижилась. За однією з версій, сир отримав таку назву через необхідність зскрібати його, що нагадувало процедуру постриження монаха. За іншою версією, серед місцевий жителів ходили чутки про те, що «брат монах» або «голова монах» заховав у монастирі дуже багато сиру. 1982 року виробили жироль  — спеціальний інструмент, котрий допомагає виконувати нарізку цього сорту сиру. Рецепт Тет де Муан лишається традиційно незмінним протягом століть. У XXI сторіччі цей вид сиру виробляє менше десяти сироварень у області Порантрюї. На початку XXI сторіччя сир Тет де Муан отримав сертифікат справжності походження (АОС).

## Опис
Сир Тет де Муан прийнято зскрібати, а не нарізати, як це роблять з іншими видами сирів. Вага сирної голівки становить від 0,85 до 2,5 кілограмів. Сир добре підходить до білого сухого вина. Дозріває від 2,5 місяців до півроку. У нього міцна шкоринка і однорідна маса жовтого кольору. Для подавання на стіл сир не нарізається, але з нього знімається тонка стружка спеціальним пристроєм, що називається жироль.

## Виробництво
Вариться сир в котлах з міді, зберігається в підвалах, полиці в яких зроблені з ялинових дощок. Для приготування сиру використовується свіже молоко, отримане в літній період .